# Sigil
Sigil ist ein Open-Source-Editor zum Erstellen von E-Books im Format EPUB. Ziel des Projekts ist es, einen benutzerfreundlichen Editor für EPUB-Dokumente zu erschaffen. Das Programm bietet vollständige Kontrolle über den Quelltext bei der Herstellung von E-Books, setzt aber voraus, dass man bereits mit HTML und CSS arbeiten kann.

## Geschichte
Sigil wurde seit  2009 von Strahinja Marković im Rahmen einer Hausarbeit im Schulfach Informatik entwickelt, die er später in seiner Bachelor- und Masterarbeit  fortführte. Von Juli 2011 bis Juni 2015 übernahm John Schember, einer der Entwickler von Calibre, das Sigil-Projekt. Seit September 2014 begleitet Kevin Hendricks das Projekt und seit Juni 2015 sind Hendricks und Doug Massay die neuen Maintainer von Sigil.
Die erste Version der Anwendung erschien am 1. August 2009 (v0.1.0).
Von Sigil 0.9.15 an wird nur die Bearbeitung des HTML-Quellcodes unterstützt, die interne WYSIWYG-Komponente von Sigil wurde als separates Programm mit dem Namen PageEdit ausgelagert und kann in den Einstellungen als XHTML-Editor hinzugefügt werden.

## Funktionen
- Vollständige Unterstützung der EPUB-Spezifikation EPUB 2 und EPUB 3.
- Vollwertiger Metadaten-Editor.
- Unterstützung folgender Bildformate: JPG, GIF, PNG und SVG.
- Import von TXT, HTML und EPUB-Daten.
- Vollständige Unterstützung des Unicode-Zeichensatzes.
- Bei Suchen und Ersetzen werden reguläre Ausdrücke unterstützt.
- Ein EPUB-Validierungs-Tool, das als Plugin hinzugefügt werden kann, informiert zusätzlich über fehlende Metadaten, nicht benutzte Bilder und ähnliche Features.
- Es können Hyperlinks angelegt werden.
- Bis auf wenige Dialoge ist das Programm mehrsprachig, auch Deutsch wird unterstützt.
- Ein externer XHTML-Editor, wie PageEdit, kann zwecks WYSIWYG-Bearbeitung in Sigil eingebunden werden.

## Technik
Die Anwendung ist großteils in der Programmiersprache C++, basierend auf dem Qt-Framework geschrieben. Sigil wird unter den Bedingungen von Version 3 der GNU General Public License (GPL) als freie Software auch im Quelltext veröffentlicht.